# Uday Chopra
Uday Chopra (ur. 5 stycznia 1973) – indyjski aktor, syn Yasha Chopry i brat Adityi Chopry.

## Filmografia
| Rok  | Film                              | Rola                     | Uwagi               |
| ---- | --------------------------------- | ------------------------ | ------------------- |
| 2011 | Dhoom 3                           | Ali Akbar Fateh Khan     |                     |
| 2010 | Pyaar impossible                  | Abhay Sharma             |                     |
| 2006 | Dhoom 2                           | Ali Akbar Fateh Khan     |                     |
| 2005 | Neal i Nikki                      | Gurneal "Neal" Ahluwalia |                     |
| 2004 | Veer-Zaara                        |                          | asystent producenta |
| 2004 | Dhoom                             | Ali Akbar Fateh Khan     |                     |
| 2004 | Charas: A Joint Operation         | Ashraf                   |                     |
| 2003 | Supari                            | Aryan                    |                     |
| 2002 | Czy chcesz być moim przyjacielem? | Rohan Verma              | asystent producenta |
| 2002 | Wesele mojej ukochanej            | Sanjay                   | asystent producenta |
| 2000 | Miłość żyje wiecznie              | Vikram Kapoor/Oberoi     | debiut aktorski     |
| 1997 | Serce jest szalone                |                          | co-producer         |
| 1995 | Żona dla zuchwałych               |                          | asystent producenta |
| 1994 | Yeh Dillagi                       |                          | producent           |